# Gjerdøya
Gjerdøya est une île de la commune de Rødøy , en mer de Norvège dans le comté de Nordland en Norvège.

## Description
L'île de 9,3 km2 est située dans un groupe d'îles  à l'ouest de la péninsule entre le Tjongsfjorden (en) et le Melfjorden, sur la côte de Helgeland, juste au nord du cercle polaire. Il se trouve au sud de l'île de Rødøya, au nord de l'île de Rangsundøya et à l'ouest de l'île de Renga. Le village principal de l'île s'appelle Gjerøy. Il existe un service de ferry régulier de Jektvika vers Gjerdøya depuis le continent et vers les îles qui l'entourent.